# Gregorio de Salinas Varona
Gregorio de Salinas Varona fue un noble español nacido en Torme, hijo de una de las familia más ilustres del norte de la región de Burgos, originaria del pueblo de Salinas de Rosío.
Originó la rama mexicana de esta familia, que cuenta además con una rama peruana, iniciada por su sobrino bisnieto Anselmo Manuel de Salinas Varona, origen de una numerosa descendencia, entre la cual destaca el Alcalde de Lima Antonio Salinas y Castañeda, o el presidente de la CONMEBOL Teófilo Salinas Fuller.
Nacido en el 1650, fue hijo de Don Francisco de Salinas Varona y Magdalena Ruiz, que no contrajeron matrimonio, y entró en el ejército real muy joven, elevando rápidamente su rango. Sirvió durante 19 años en Flandes, y en el 1687 fue promovido como Capitán de Infantería, y enviado a Nueva España, acompañado de su hijo Alonso de Salinas-Varona, para servir al Virrey Conde de la Monclova. Fue enviado a Tehuantepec para luchar contra los piratas, que tomaron posesión de gran parte de la costa del Pacífico.
En 1690, el nuevo virrey, el Conde de Galve, lo envió a la misión de exploración de Tejas, junto con Alonso de León. Durante esta expedición escoltó a cuatro frailes franciscanos destinados a la primera misión de Tejas, San Francisco de Tejas. 
En 1691, por orden real, fue promovido comandante del Presidio de San Francisco de Coahuila. Ese mismo año, fue mandado a acompañar la expedición de Domingo Terán de los Ríos para extender la presencia de las misiones en el este de Tejas.
En 1692, fue nombrado Gobernador de Coahuila. Durante su mandato reforzó  la presencia de las misiones y desarrollo las reducciones de indios.
En 1705, se convirtió en Gobernador de Nuevo León, luego en Gobernador de Honduras, y finalmente del presidio de Santa María de Galve. Murió en los años 1720 en la Ciudad de México.